# Kamienica przy ulicy Archidiakońskiej 5 w Lublinie
Kamienica Archidiakońska 5 – zabytkowa dwupiętrowa kamienica na Starym Mieście w Lublinie. Wpisana do rejestru zabytków pod numerem A/102 z dnia 21.10.2003. Została zbudowana w XVI wieku. Znajduje się w zwartym ciągu zabudowy ulicy Archidiakońskiej, pomiędzy zabytkowymi kamienicami numer 3 i numer 7. Budynek podpiwniczony jest jedną kondygnacją piwnic. Zwana jest Małym Ratuszem, mieścił się w niej szpital weneryczny, więzienie, drukarnia oraz archiwum miejskie.

## Historia
Kamienica przy ul. Archidiakońskiej 5 była po raz pierwszy notowana w znanych źródłach w roku 1522 jako własność rady miasta, która w 1543 roku sprzedała działkę wraz z drewnianym domem doktorowi Erazmowi. Do 1578 roku dom miał kilku właścicieli przed rodziną Piekarzowiczów, która go sprzedała w 1609 roku. W 1664 roku ówczesna właścicielka Katarzyna Kliszowska darowała część posiadłości ojcom dominikanom. W 1723 budynek został przeznaczony na szkołę miejską, a w 1725 przebudowano go. Od połowy XVII w. w budynku znajdowało się archiwum, a następnie sąd rady miejskiej. W 1756 roku przeszedł kolejny remont. Od lat osiemdziesiątych XVIII wieku służył jako budynek administracji, skąd pochodzi nazwa Mały Ratusz. W 1818 roku pełnił funkcję więzienia oraz archiwum, po kilku latach umiejscowiono w nim drukarnię Oficynę Szabsa Gutfelda, a od 1826 przeznaczono go na szpital weneryczny. W 1834 roku funkcja kamienicy po raz kolejny została zmieniona, ponownie przeznaczono ją na więzienie. W 1877 roku posiadłość kupił Seweryn Krusiewicz. W rękach jego potomków kamienica pozostawała do lat pięćdziesiątych XX wieku. W 1925 roku mieściła się w budynku drukarnia Wiktora Świetlickiego. W 1995 roku kamienica została zakupiona na rzecz Miasta Lublin.
Po przeprowadzeniu generalnego remontu w latach 2000–2001 kamienica została przekazana Domowi Opieki Społecznej.

## Literatura
- Lubelska Fundacja Odnowy Zabytków Kamienica, ul Archidiakońska 5, Opracowano w części na podstawie karty ewidencyjnej, przechowywanej w WUOZ w Lublinie.
- Teatr NN.pl Leksykon Lublin, Anna Malik – Archidiakońska 5 w Lublinie.
- Irena Kowalczyk: Zwiedzamy Lublin, Przewodnik. Lublin: Kami Biuro Usług Pilotarskich i Przewodnickich, 2011, s. 133. ISBN 978-83-912971-4-8.